# Txapacuras
Os txapacuras são grupos indígenas cujas línguas pertencem à família lingüística txapacura. Muitos linguístas estudaram essa família linguística, dentre eles Celso Ferrarezi Júnior e Geralda de Lima Vítor Angenot. Segundo Jean-Pierre Angenot e outros linguistas, a língua mais conhecida nessa família é o Wariʼ que está localizada em Guajará-Mirim.